# Lethrinus microdon
Lethrinus microdon là một loài cá biển thuộc chi Lethrinus trong họ Cá hè. Loài cá này được mô tả lần đầu tiên vào năm 1830.

## Từ nguyên
Từ định danh microdon được ghép bởi hai âm tiết trong tiếng Hy Lạp cổ đại: mikrós (μικρός; “nhỏ”) và odoús (ὀδούς; “răng, ngà”), hàm ý đề cập đến bộ răng được Valenciennes mô tả là rất nhỏ và nhọn ở loài cá này.

## Phân bố và môi trường sống
L. microdon có phân bố rộng rãi trên vùng Ấn Độ Dương - Thái Bình Dương, từ Biển Đỏ và vịnh Ba Tư dọc xuống bờ Đông Phi, trải dài về phía đông đến Palau và Papua New Guinea, ngược lên phía bắc đến đảo Kyūshū (Nhật Bản), giới hạn phía nam đến Úc. Ghi nhận của L. microdon ở quần đảo Pitcairn có khả năng là nhầm với Lethrinus olivaceus, còn ở Nouvelle-Calédonie là đề cập đến Lethrinus miniatus; một cá thể được ghi nhận ở Fiji không rõ đại diện cho một quần thể L. microdon ở đó hay chỉ là một cá thể lang thang. Ở Việt Nam, L. microdon mới chỉ được quan sát ở vùng hạ lưu sông Thu Bồn.
L. microdon sống gần các rạn san hô, trên nền đáy cát hoặc thảm cỏ biển, độ sâu khoảng 10–80 m.

## Mô tả
Chiều dài cơ thể lớn nhất được ghi nhận L. microdon là 80 cm, nhưng thường bắt gặp với chiều dài trung bình khoảng 40 cm. Cá có màu xanh lam xám hoặc nâu, thường lốm đốm các vệt sẫm màu ở hai bên thân. Vài cá thể xuất hiện những vệt sọc sẫm tỏa ra phía trước mắt. Các vây có màu trắng nhạt hoặc phớt cam.
Số gai ở vây lưng: 10 (gai thứ 3 hoặc 4 thường dài nhất); Số tia vây ở vây lưng: 9; Số gai ở vây hậu môn: 3; Số tia vây ở vây hậu môn: 8; Số tia vây ở vây ngực: 13; Số vảy đường bên: 47–48.

## Sinh thái
L. microdon thường bơi thành những đàn nhỏ, có khi bơi cùng với L. olivaceus. Thức ăn của chúng bao gồm cá nhỏ, động vật giáp xác, động vật chân đầu và giun nhiều tơ.
Ở vùng Biển Đỏ của Ai Cập, độ tuổi lớn nhất mà L. microdon đạt được là 7 năm.

## Thương mại
L. microdon là một loại cá thực phẩm chất lượng và là một loài thương mại quan trọng trên khắp vịnh Ba Tư, hay như ở vịnh Mannar. Tuy nhiên, thịt của chúng có thể gây ngộ độc ciguatera ở khu vực Thái Bình Dương.